# Josep Antoni López i Àlvarez
Josep Antoni López i Àlvarez (Girona, 10 de juliol del 1947) és instrumentista de tenora i compositor de sardanes.

## Biografia
Va aprendre harmonia i instrumentació amb els mestres Boix i Emili Garcia. Va ser dansaire de les colles sardanistes de Girona durant vuit anys, per passar posteriorment a dedicar-se a la composició i a tocar en formacions muisicals. Va formar part de les cobles-orquestra Iris (1970-1973) de Salt, Empòrium, Marimba i River's, aquesta com a primera tenora i guitarra rítmica en els concerts (anys 80). També tocà a la Cobla Selvamar. L'any 1996 va ser membre fundador de la cobla Sa Palomera de Blanes (dissolta el 2001), amb què gravà un disc de sardanes compostes per ell. Tocà en la cobla Perpinyà, i en l'actualitat (2008) és director i tenora de la cobla La Cervianenca.
La seva primera sardana és de l'any 1967, i n'ha compost un gran nombre des d'aleshores.

## Sardanes
- A Besalú, monestir de Sant Pere (1999). Gravada per la cobla La Principal de la Bisbal en el CD Besalú, ara i sempre (Barcelona: Àudio-visuals de Sarrià, 1999. Ref. 51705)
- A la iaia petita (2006)
- A Malgrat de Mar (1999)
- Agermanats per la nostra llengua (1981), enregistrada
- Aires gironins (2007), dedicada a la colla sardanista del mateix nom (Audició dels curts Arxivat 2008-05-14 a Wayback Machine.)
- Al meu mestre (1982), dedicada a Josep Maria Boix
- Al nostre mestre (1986), dedicada a Francesc Mas i Ros, enregistrada
- Amb la sardana al cor (2008)
- Amic Esteve (1995), enregistrada
- L'"Atzavara" de Malgrat (2004)
- Bisaurenca (2005)
- Caldes, vila gegantera 2004 (2004)
- Castellfollit de la Roca. Gravada per la cobla Marinada al CD Les sardanes de les colles III (Barcelona: Àudio-visuals de Sarrià, 2001. Ref. 51746)
- La colla dels tresos (2000), enregistrada per la cobla Sa Palomera al CD Sardanes (Girona: 44.1 Estudi de Gravació, 2001)
- Colla Il·lusions (1991), dedicat a aquesta colla cassanenca, enregistrada
- Els cosinets (1972)
- En Juli i la Montse (1997), enregistrada
- En Siset carter (2008)
- En Xicu i la Colla Girona (1967), primera sardana, enregistrada
- Entre l'Escala i Malgrat (2000), en el 130 aniversari del naixement de l'Avi Xaxu, enregistrada per la cobla Sa Palomera al CD Sardanes (Girona: 44.1, 2001)
- Esperit saltenc (2005)
- Estel de les Gavarres (1988), dedicada a la colla sardanista cassanenca del mateix nom
- Gatallo (1984)
- GEIEG 75è aplec (2007)
- Girona a la Verge de Montserrat (1976), enregistrada per Sa Palomera al CD Blanes (Girona: Global, 1997)
- Girona, aplec d'or (2007)
- Girona, bella ciutat (2009)
- Lideratge
- La Marina i en Martí (2004), sardana obligada de tenora i tible
- Maçanes (1981)
- Malgrat aplec encisador (1998)
- Maria de Núria (1973), dedicada a la seva esposa
- La Marta i Albert (2000), enregistrada per la cobla Sa Palomera al CD Sardanes (Girona: 44.1, 2001)
- Mestre i cavaller (2008), obligada de tible
- La Montserrat i en Miquel (2008)
- Navegant (1971), dedicada als seus pares, enregistrada per la cobla Sa Palomera al CD Sardanes (Girona: 44.1, 2001)
- Nit de somieig (1988), enregistrada
- Nous Brots de Sant Jordi Desvalls (1984), enregistrada
- El pare Amat (1998), enregistrada
- El passeig de Blanes (1997), enregistrada
- El passeig de Tossa (2002)
- Per un somriure (1987), enregistrada per la cobla Sa Palomera al CD Sardanes (Girona: 44.1, 2001)
- El pla de la Garrafa (2007)
- Pregària a la verge de l'Om (1998)
- Cobla,La Principal de l'Escala
- Recordant al mestre Boix
- Ressons de l'Empordà (1978), enregistrada
- La riera de Sant Daniel (1968)
- Rita i Miquel, 50 anys d'amor (2001)
- Sant Quirze Sardanista (2006)
- Sardana amb Macedònia (2005), música basada en quatre temes del disc Posa'm un suc del grup juvenil Macedònia
- Sardanistes del Masmitjà (1986), enregistrada
- Uns cants per la Rosa (2006)
- La xinesa (1986), escrita també com a sardana revessa

## Gravacions
- Sa Palomera. Sardanes de Josep Antoni López Disc compacte de la Cobla Sa Palomera (Girona: Global, 1998) Audició